# Jacków (powiat łęczycki)
Jacków – wieś w Polsce położona w województwie łódzkim, w powiecie łęczyckim, w gminie Daszyna.
W latach 1975–1998 miejscowość administracyjnie należała do województwa płockiego.
Jacków występuje w źródłach historycznych od 1386 r.
Pod koniec XVIII w. w Jackowie znajdował się dwór szachulcowy otoczony parkiem należący do rodziny Lesiewskich. We wsi znajdowała wówczas się karczma Antoniego Jakubowskiego i kuźnia Andrzeja Raboskiego.
Około 1790 r. właścicielem Jackowa był Maciej Lesiewski, do którego należał także pobliski Sławęcin. Po Macieju Lesiewskim Jacków przejął jego syn Józef żonaty z Joanną z hrabiów Skarbków, po nim zaś Jan Lesiewski, a następnie jego syn Konstanty Ignacy Lesiewski, który w 1856 r. sprzedał dobra jackowskie Aleksandrowi Moszczeńskiemu, byłemu właścicielowi dóbr Żaczki, i jego żonie Walentynie z Lubomskich.
W XX w. właścicielami murowanego dworu w Jackowie była rodzina Żakowskich. Na cmentarzu w pobliskim Siedlcu znajdują się grobowce Moszczeńskich i Żakowskich.
Dwór częściowo rozebrany istnieje do dzisiaj i jest własnością prywatną.
Powojenne losy dworu opisał Andrzej Szypowski w autobiografii Szlachcic w Peerelu. W XVI numerze periodyku Związku Szlachty Polskiej "Verbum Nobile" ukazał się w 2007 r. obszerny artykuł pt. "Z dziejów dóbr Jacków w powiecie łęczyckim". 